# 혜화여자고등학교 (부산)
혜화여자고등학교(惠花女子高等學校)는 대한민국 부산광역시 동래구 명장동에 있는 사립 고등학교이다.

## 학교 연혁
- 1954년 10월 12일 : 혜화여자고등학교 유지재단 혜화학원 구성
- 1954년 11월 8일 : 부산시 동구 수정동 301번지 소재 서울 혜화국민학교 교사를 인수(12교실)
- 1954년 12월 6일 : 학교법인 혜화학원 설립인가(이사장 김소직)
- 1955년 4월 5일 : 혜화여자고등학교 초대 교장 정상구 취임
- 1956년 9월 15일 : 부산시 부산진구 부전동 553번지 본 교사로 이전
- 1957년 3월 6일 : 혜화여자고등학교 제1회 졸업(81명)
- 1959년 12월 13일 : 본관 준공(20교실 4층, 건평 535평)
- 1963년 12월 5일 : 혜화여자고등학교 학칙 변경 인가, 45학급 (주간 27학급 , 야간 18학급)
- 1964년 1월 25일 : 학교법인 혜화학원으로 조직 변경 인가
- 1987년 3월 1일 : 부산진구 범일동 964번지에서 동래구 명장동 산14-2번지로 학교 이전
- 1990년 8월 31일 : 학칙 변경 24학급 인가
- 2002년 10월 30일 : 신관 증축 (5층 15교실)
- 2003년 12월 20일 : 도서관(근호관) 개관
- 2008년 2월 27일 : 다목적 강당 혜화관 개관
- 2011년 1월 20일 : 급식실 준공, 수학교실 구축
- 2015년 3월 2일 : 제15대 류진숙 교장 취임
- 2019년 1월 23일 : 2019년도 선진형 교과교실제 전환 운영 학교 지정
- 2022년 2월 9일 : 제66회 졸업식(총 졸업자수 28,314명)
- 2022년 3월 2일 : 신입생 181명 입학

## 참고 자료
- 혜화여자고등학교 - 한국교육학술정보원 학교알리미